# INORI EP
『INORI EP』は、日本のロックバンド・サカナクションのEP。2013年6月26日にリリースされた。

## 概要
今回の作品は、同じく2013年に発売されているアルバム「sakanaction」の収録曲「INORI」「ストラクチャー」のリミックスが収録されている。
また、自身初のアナログ作品となった。
A面である「INORI (Extended mix)」はミュージック・ビデオも公開されている 。
監督は山口保幸が務めた。
アートワークは、今作も6thアルバム『sakanaction』に引き続き、デザイナーhatosのkamikeneが手掛けている。

## 収録曲
1. INORI (Extended mix) [7:15]
  - 作詞・作曲:山口一郎、編曲:サカナクション・Aoki Takamasa
2. Strcture (Extended mix) [6:47]
  - 作詞・作曲:山口一郎、編曲:サカナクション・Aoki Takamasa